# Piano di assetto idrogeologico
Il Piano per l'Assetto Idrogeologico (o PAI) è uno strumento fondamentale della politica di assetto territoriale delineata dalla legge 183/89, viene avviata in ogni regione la pianificazione di bacino, esso ne costituisce il primo stralcio tematico e funzionale. Il Piano Stralcio per l'Assetto Idrogeologico, di seguito denominato Piano Stralcio o Piano o P.A.I., redatto ai sensi dell'art. 17, comma 6 ter, della L. 183/89, dell'art. 1, comma 1, del D.L. 180/98, convertito con modificazioni dalla L. 267/98, e dell'art. 1 bis del D.L. 279/2000, convertito con modificazioni dalla L. 365/2000, ha valore di Piano Territoriale di Settore ed è lo strumento conoscitivo, normativo e tecnico-operativo mediante il quale sono pianificate e programmate le azioni, gli interventi e le norme d'uso riguardanti la difesa dal rischio idrogeologico del territorio. A seguito dell'entrata in vigore del testo unico sull'ambiente (D.lgs. 152/2006) la materia è regolata dagli artt. 67 e 68 dello stesso.

## Funzioni del PAI
Il P.A.I. ha sostanzialmente tre funzioni:
- la funzione conoscitiva, che comprende lo studio dell'ambiente fisico e del sistema antropico, nonché della ricognizione delle previsioni degli strumenti urbanistici e dei vincoli idrogeologici e paesaggistici;
- la funzione normativa e prescrittiva, destinata alle attività connesse alla tutela del territorio e delle acque fino alla valutazione della pericolosità e del rischio idrogeologico e alla conseguente attività di vincolo in regime sia straordinario che ordinario;
- la funzione programmatica, che fornisce le possibili metodologie d'intervento finalizzate alla mitigazione del rischio, determina l'impegno finanziario occorrente e la distribuzione temporale degli interventi.

## Norme di attuazione
Le norme di attuazione contenute nel capitolo 11 della Relazione Generale del P.A.I. prevedono al comma 1 dell'art.5 che il P.A.I. è suscettibile di aggiornamento a seguito di variazioni succedutesi nel tempo o a nuovi studi che dimostrino un diverso assetto del territorio.
In particolare, l'art. 5 “Aggiornamenti e modifiche” recita: 
1. Il P.A.I. potrà essere oggetto di integrazioni e modifiche su richiesta e/o segnalazioni di Enti pubblici e Uffici territoriali, in relazione a: 
a) indagini e studi a scala di dettaglio presentati da pubbliche amministrazioni;
b) nuovi eventi idrogeologici idonei a modificare il quadro della pericolosità;
c) variazioni delle condizioni di pericolosità derivanti da: effetti d'interventi non strutturali; realizzazione e/o completamento d'interventi strutturali di messa in sicurezza delle aree interessate ed effetti prodotti dalle opere realizzate per la mitigazione del rischio.
2. Nei casi di cui ai precedenti punti a), b) e c), le amministrazioni interessate devono provvedere a perimetrare le aree sulla Carta Tecnica Regionale, in scala 1:10000 e a trasmettere tali elaborati all'Assessorato Regionale Territorio e Ambiente – Dipartimento Territorio.
3. Le modifiche e/o le integrazioni e gli aggiornamenti del P.A.I. saranno approvati con Decreto del Presidente della Regione, previa Delibera della Giunta Regionale, su proposta dell'assessore regionale a Territorio e Ambiente.
4. Tutti gli elementi ricadenti in aree a pericolosità determinano condizioni di rischio; per quanto riguarda quelli non individuati nelle carte allegate al progetto del P.A.I., si invitano i comuni a segnalarne la presenza con ubicazione su cartografia.